# 121 Dywizja Strzelecka (ZSRR)
121 Dywizja Strzelecka (ros. 121-я стрелковая дивизия) – związek taktyczny (dywizja) Armii Czerwonej.
Sformowana w 1939, stacjonowała w Bobrujsku. Po ataku Niemiec na ZSRR, 121 DS walczyła w obronie Smoleńska, następnie pod Charkowem i Kurskiem. Odbiła od Niemców Rylsk, Kijów, Lwów, Gorlice, Nowy Sącz. Wojnę zakończyła w Czechach.

## Struktura organizacyjna
W 1939
- dowództwo i sztab
- 383 pułk strzelecki
- 564 pułk strzelecki
- 705 pułk strzelecki
- 297 pułk artylerii
- 420 pułk artylerii haubic
- 416 samodzielny batalion czołgów

## Dowódcy dywizji
- płk Aleksandr Mawriczew (był w 1939)[1]